# Сотники (станція)
Сóтники — проміжна залізнична станція Шевченківської дирекції Одеської залізниці на електрифікованій лінії Миронівка — Цвіткове між станціями Таганча (12 км) та Корсунь (11 км). Розташована в однойменному селі Черкаського району Черкаської області. Відстань від станції Сотники до Києва через Фастів I — 193 км, через станцію Трипілля-Дніпровське — 133 км.

## Історія
Станція відкрита у 1909 році на вже спорудженій у 1876 році на 129-му кілометрі лінії Фастів I — Знам'янка — Миронівка — Знам'янка.
У 1964 році станцію електрифіковано змінним струмом (~25 кВ) в складі дільниці Миронівка — Імені Тараса Шевченка.
11 квітня 2024 року біля станції Сотники, під час руху електровоза з вантажним поїздом, виникла пожежа у високовольтній камері локомотива. Пожежа ліквідована із залученням рятувальників ДСНС України, локомотив ВЛ80к-511 зазнав пошкодження, оминулось без постраждалих.

## Пасажирське сполучення
На станції Сотники зупиняються  приміські електропоїзди до станцій Імені Тараса Шевченка, Знам'янка, Миронівка, Черкаси та Цвіткове.